# RT-2PM Topol
RT-2PM Topol (NATO naziv SS-25 Sickle ; GRAU oznaka:15Ž58 ("15Zh58"); START I oznaka: RS-12M Topol) je mobilna interkontinentalna balistička raketa dizajnirana u Sovjetskom Savezu i u službi ruskih strateških raketnih trupa. Rusija planira zamijeniti sve ICBM SS-25 inačicama Topol-M.

## Razvoj
Trostupanjski RT-2PM Topol je poboljšani mobilni ICBM koji je zamijenio ranije zastarjele raketne komplekse. Nastao je na istoj liniji razvoja kao i mobilni projektili kao što su RT-21 Temp 2S i RSD-10 Pioneer, a raspoređen je kao zamjena za široko korišten UR-100. Sjedinjene Države razmatrale su razvoj vlastite cestovne mobilne ICBM nazvane Midgetman, ali program je otkazan krajem Hladnog rata.
Razvoj RT-2PM odobren je 19. srpnja 1977., a izveo ga je Moskovski institut za toplinsku tehnologiju na čelu s Alexanderom Nadiradzeom. Ispitivanja u letu provedena su na poligonu Pleseck od veljače do prosinca 1985. Nakon što je prva serija ispitivanja uspješno provedena u travnju 1985., prva pukovnija s raketama Topol stavljena je u pripravnost u srpnju 1985. Cijelo to vrijeme nastavljen je rad na poboljšanju sustava. Probna ispaljivanja projektila konačno su dovršena u prosincu 1987. Prva pukovnija raketa "Topol" s moderniziranim mobilnim zapovjednim centrom (na području Irkutska ) stavljena je u pripravnost 27. svibnja 1988. Nakon Nadiradzeove smrti 1988. Boris N. Lapygin nastavio je svoj rad na raketi Topol. 

## Dizajn
RT-2PM ICBM dizajniran je da bude pokretljiv na cesti i montiran je na teški kamion (MAZ-7310 ili MAZ-7917).
RT-2 je cestovni mobilni trostupanjski ICBM s jednom bojevom glavom. Njegova duljina od 21,5 metara i promjer od 1,7 metara približno su iste veličine i oblika kao američki Minuteman ICBM. Nosi jednu bojevu glavu snage 800 kt i točnost (CEP) od 200m.  Može se lansirati s mjesta razmještanja na terenu ili s baze s kliznim krovom. RT-2PM Topol pridružio se operativnim sovjetskim pukovnijama SRF-a 1985. Ukupno područje od približno 190.000 četvornih kilometara moglo bi biti potrebno za raspoređivanje snaga koje se sastoje od 500 cestovnih mobilnih Topol ICBM-a. Mobilne jedinice zahtijevaju mnogo veći broj osoblja za održavanje i rad od fiksnih sustava. Posljedično, RT-2PM Topol bio je znatno skuplji za održavanje i rad od sustava lansiranja iz silosa.
Sva tri stupnja izrađena su od kompozitnih materijala. Tijekom rada prvog stupnja upravljanje letom provodi se preko četiri aerodinamička i četiri mlazna krilca. Četiri slične rešetkaste aerodinamičke površine služe za stabilizaciju. Tijekom druge i treće faze leta plin se ubrizgava u divergentni dio mlaznice za kontrolu leta.
Projektil je raspoređen u spremnik postavljen na terensku šasiju sa 7 osovina na mobilnom lansirnom vozilu. Šasija sadrži dizalice, plinske i hidraulične pogone i cilindre, snage nekoliko stotina tona, za podizanje i niveliranje lansera, ubrzavanje (borbeno) i usporavanje (održavanje) elevacije kontejnera s projektilom u okomitom položaju. Popraćen je mobilnim zapovjednim mjestom koje nosi opremu za podršku postavljenu na šasiju s 4 osovine za terensku vožnju. Kompleks je opremljen ugrađenim inercijskim navigacijskim sustavom koji grupi daje mogućnost da provede lansiranje neovisno sa svojih mjesta raspoređivanja na terenu. Ovaj topo-geodetski potporni i navigacijski podsustav, koji je izradio Istraživački institut "Signal", osigurava brzo i visoko precizno vezivanje lansera na terenskom položaju i omogućuje njegovoj posadi da izvrši lansiranje projektila s bilo koje točke borbene ophodnje. Lansiranje se također može izvesti u bazama pukovnije iz gore spomenute garnizonske garaže.

### Nedavna povijest
11. rujna 2016. - Ruske strateške raketne snage izvele su uspješno probno lansiranje interkontinentalne balističke rakete RS-12M Topol, priopćilo je u petak Ministarstvo obrane. Prema ministarstvu, projektil lansiran iz svemirskog centra Plesetsk u sjeverozapadnoj Rusiji pogodio je označeni cilj na poluotoku Kamčatka "s velikom preciznošću". RS-12M Topol (SS-25 Sickle) je interkontinentalna balistička raketa s jednom bojevom glavom, koja je ušla u službu 1985. godine. Ima maksimalni domet od 10.000 km i može nositi nuklearnu bojevu glavu snage do 550 kilotona. 
Ruske strateške raketne trupe izvele su 28. studenoga 2019. raketni test suborbitalnim lansiranjem projektila RS-12M Topol iz Kapustin Jara. Test je bio uspješan. 
Topol će s vremenom biti zamijenjen cestovnom mobilnom verzijom projektila Topol-M . 
Nacionalni obavještajni centar za zrak i svemir američkih zračnih snaga procjenjuje da je od lipnja 2017. oko 100 lansera bilo operativno raspoređeno.